# Lepidozia cupressina
Lepidozia cupressina là một loài Rêu trong họ Lepidoziaceae. Loài này được (Sw.) Lindenb. mô tả khoa học đầu tiên năm 1845.